# Murter-Kornati
Murter-Kornati (italsky Morter-Incoronate) je ostrovní opčina v Chorvatsku v Šibenicko-kninské župě. V roce 2011 zde trvale žilo celkem 2 044 obyvatel, z toho 2 027 ve vesnici Murter, která je rovněž správním střediskem opčiny, a 19 ve vesnici Kornati.
Kromě malé neobydlené části pobřeží jižně od Vranského jezera zahrnuje i mnoho ostrovů, jako severní část Murteru, ostrovy Žut, Sit, Gangarol, Šćitna, Brušnjak, Žutska Aba, Kurba Mala, Dajna Vela, Arta Vela, Arta Mala, Prišnjak, Radelj, Zminjak, Tegina, Vinik Veli a celé souostroví Kornati s ostrovy Kornat, Levrnaka, Piškera, Lavsa, Borovnik, Balun, Obručan Veli, Velo Šilo, Aba Vela, Smokvica Vela, Kurba Vela, Oključ, Tetovišnjak Veli, Mrtovnjak, Skrižanj Veli, Samograd, Dužac, Čerigul atd.